# 경상북도립영양공공도서관
경상북도교육청 영양도서관은 경상북도 영양군 영양읍 소재의 도서관이다.

## 연혁
- 1972. 11. 20 영양군립도서관 준공
- 1973. 07. 14 영양군립도서관 개관
- 1973. 07. 14 경상북도립영양공공도서관 명칭 변경
- 1996. 12. 19 경상북도립영양공공도서관 이전 준공
- 1997. 02. 26 경상북도립영양공공도서관 이전 개관
- 2003. 01. 22 지역 평생학습관 지정
- 2003. 09. 02 디지털자료실 개실
- 2002. 11. 22 아동자료실 및 디지털 자료실 이전 개실
- 2008. 12. 23 문향자료실 개실
- 2018.01.01 경상북도교육청 영양도서관으로 명칭변경

## 이용 안내
이용 시간
| 구분             | 일반자료실, 아동자료실, 디지털자료실 | 자료열람실    |
| ---------------- | ------------------------------------ | ------------- |
| 하절기(3월~10월) | 09:00 ~ 18:00                        | 08:00 ~ 22:00 |
| 동절기(11월~2월) | 09:00 ~ 18:00                        | 08:00 ~ 22:00 |

휴관일
- 매주 월요일
- 일요일을 제외한 법정 공휴일(일요일과 공휴일이 겹치는 경우는 휴관)
- 임시휴관일: 특별한 사유로 도서관장이 지정한 날